# Reşad Ekrem Koçu
Reşad Ekrem Koçu (* 1905 in Istanbul; † 6. Juli 1975 ebenda), auch bekannt als Reşat Ekrem Koçu, war einer der bekanntesten Lokalhistoriker Istanbuls des 20. Jahrhunderts.

## Leben
Die Mutter  Koçus war die Tochter eines hohen Offiziers des osmanischen Militärs, sein Vater Journalist. Einen Teil seiner Kindheit verbrachte  Koçu in einem Yalı am Ufer des Bosporus.  Er absolvierte ein Jungengymnasium. Als Reşad 20 Jahre alt war, kaufte sein Vater eine hölzerne Villa in Göztepe. Reşad lebte sehr lange in dieser Villa, die er aufgrund von Familienstreitigkeiten später verkaufen musste. Er verließ das Viertel jedoch nicht. Koçu studierte Geschichte an der Istanbuler Universität und arbeitete anschließend als Assistent des Historikers Ahmet Refik, bis dieser wegen Opposition zu Atatürk in Ungnade fiel und seinen Lehrstuhl verlor. Danach arbeitete Koçu als Geschichtslehrer an verschiedenen Gymnasien.
Bekannt wurde er als Chronist der Stadt Istanbul durch seine İstanbul Ansiklopedisi, die erste Enzyklopädie einer Stadt überhaupt. Darin sammelte Koçu Wissenswertes und insbesondere Skurrilitäten (wie Hinrichtungsmethoden usw.) zur Geschichte und Gegenwart Istanbuls. Das nie vollendete Werk mit handgezeichneten Schwarzweißabbildungen erschien zunächst in Form von Beilagen zur Zeitung Cumhuriyet und wurde 1954 erstmals in Buchform zusammengefasst. Die zweite Istanbul-Enzyklopädie wurde 1973 mit dem 11. Band (Buchstabe G) endgültig eingestellt.